# Neocrangon communis
Neocrangon communis är en kräftdjursart som först beskrevs av M. J. Rathbun 1899.  Neocrangon communis ingår i släktet Neocrangon och familjen Crangonidae. Inga underarter finns listade i Catalogue of Life.